# IC 5140
IC 5140 ist eine Balken-Spiralgalaxie vom Hubble-Typ SBcd im Sternbild Indianer am Südsternhimmel, welche etwa 362 Millionen Lichtjahre von der Milchstraße entfernt ist. 
Das Objekt wurde am 22. August 1900 von dem Astronomen DeLisle Stewart entdeckt.